# Austrodanthonia
Austrodanthonia es un género de plantas herbáceas perteneciente a la familia de las poáceas. Es originario de Australia, Nueva Zelanda y Nueva Guinea.

## Citología
El número cromosómico básico del género es x = 12, con números cromosómicos somáticos de 2n = 24 diploide.

## Especies
- Austrodanthonia acerosa (Vickery) H.P. Linder
- Austrodanthonia alpicola (Vickery) H.P. Linder
- Austrodanthonia auriculata (J.M. Black) H.P. Linder
- Austrodanthonia biannularis (Zotov) H.P. Linder
- Austrodanthonia bipartita (Link) H.P. Linder
- Austrodanthonia bonthainica (Jansen) H.P. Linder
- Austrodanthonia caespitosa (Gaudich.) H.P. Linder
- Austrodanthonia carphoides (F. Muell. ex Benth.) H.P. Linder
- Austrodanthonia clavata (Zotov) H.P. Linder
- Austrodanthonia diemenica (D.I. Morris) H.P. Linder
- Austrodanthonia duttoniana (Cashmore) H.P. Linder
- Austrodanthonia eriantha (Lindl.) H.P. Linder
- Austrodanthonia fulva (Vickery) H.P. Linder
- Austrodanthonia geniculata (J.M. Black) H.P. Linder
- Austrodanthonia induta (Vickery) H.P. Linder
- Austrodanthonia laevis (Vickery) H.P. Linder
- Austrodanthonia mera (Connor & Edgar) H.P. Linder
- Austrodanthonia monticola (Vickery) H.P. Linder
- Austrodanthonia occidentalis (Vickery) H.P. Linder
- Austrodanthonia oreophila (H.P. Linder & N.G. Walsh) H.P. Linder
- Austrodanthonia penicillata (Labill.) H.P. Linder
- Austrodanthonia pilosa(R. Br.) H.P. Linder
- Austrodanthonia popinensis (D.I. Morris) H.P. Linder
- Austrodanthonia procera (Vickery) S.W.L. Jacobs
- Austrodanthonia racemosa (R. Br.) H.P. Linder
  - Austrodanthonia racemosa var. obtusata (F. Muell. ex Benth.) H.P. Linder
  - Austrodanthonia racemosa var. racemosa
- Austrodanthonia remota (D.I. Morris) H.P. Linder
- Austrodanthonia richardsonii (Cashmore) H.P. Linder
- Austrodanthonia setacea (R. Br.) H.P. Linder
- Austrodanthonia tenuior (Steud.) H.P. Linder